# Chylowa Huta
Chylowa Huta (kaszb. Chilowô Hëta, niem. Chielshütte) – część wsi Kaplica w Polsce, położona w województwie pomorskim, w powiecie kartuskim, w gminie Somonino.
W latach 1975–1998 Chylowa Huta administracyjnie należała do województwa gdańskiego.
Osada wzmiankowana w roku 1664 z uwagą: "tego pustkowia nikt dotąd nie osiadł", powstała na miejscu wykarczowanego lasu, zawsze grawitowała do Kaplicy.  W roku 1749 przeor kartuski zapisał ją jako Chylowo. Późniejsze zapisy polskie to właśnie Chylowo bądź Chylowa Huta, Niemcy pisali Chielshütte. W czasach hitlerowskich wprowadzono nazwę Kielshütte.
Pierwszy człon nazwy miejscowości pochodzi od nazwiska Hildebrandt / Childebrandt, skróconego do Chil. Człon Huta wskazuje, że pierwotnie z wykarczowanych pni smolnych wytwarzano tutaj węgiel drzewny, smołę, popiół i dziegieć.
Statystyka ludności kaszubskiej Stefana Ramuta podaje na koniec 1892 r. w miejscowości 115 Niemców i 17 Kaszubów, łącznie 132 mieszkańców.  
Od 1920 r., na bazie postanowień wersalskich, w granicach Polski (z przerwą na lata II wojny światowej).  
Po zakończeniu II wojny światowej w 1945 r. dominująca do tego czasu w miejscowości ludność niemiecka została wysiedlona, a jej miejsce zajęła w głównej mierze ludność kaszubska z okolicznych wsi.